# Liste des cardinaux créés par Urbain VIII
Au cours de son pontificat (1623-1644), Urbain VIII a créé 74 cardinaux dans 8 consistoires.

## Créé le 2 octobre 1623
- Francesco Barberini

## Créés le 7 octobre 1624
- Antonio Barberini O.F.M.Cap.
- Lorenzo Magalotti
- Pietro Maria Borghese

## Créés le 19 janvier 1626
- Luigi Caetani
- Denis-Simon de Marquemont
- Ernst Adalbert von Harrach
- Bernardino Spada
- Laudivio Zacchia
- Berlinghiero Gessi
- Federico Baldissera Bartolomeo Cornaro
- Giulio Cesare Sacchetti
- Giandomenico Spinola
- Giacomo Cavalieri
- Lelio Biscia
- Enrique de Guzmán Haros
- Nicolas-François de Lorraine-Vaudémont
- Girolamo Vidoni
- Marzio Ginetti

## Créés le 30 août 1627
- Fabrizio Verospi
- Gil Carrillo de Albornoz
- Pierre de Bérulle CO
- Alessandro Cesarini
- Antonio Barberini
- Girolamo Colonna
- Giovanni Battista Pamphilj (deviendra le pape Innocent X)
- Giovanni Francesco Guidi di Bagno

## Créés le 19 novembre 1629
- Péter Pázmány SJ
- Antonio Santacroce
- Alphonse-Louis du Plessis de Richelieu
- Giovanni Battista Maria Pallotta
- Gregorio Naro
- Luca Antonio Virili
- Giangiacomo Teodoro Trivulzio
- Diego de Guzmán Haros
- Johann Albert Vasa SJ
- Ciriaco Rocci
- Cesare Monti

## Créés le 28 novembre 1633
- Francesco Maria Brancaccio
- Alessandro Bichi
- Ulderico Carpegna
- Stefano Durazzo
- Agostino Oreggi
- Benedetto Ubaldi
- Marcantonio Franciotti

## Créés le 16 décembre 1641
- Francesco Maria Macchiavelli
- Ascanio Filomarino
- Marco Antonio Bragadin
- Ottaviano Raggi
- Pierdonato Cesi
- Girolamo Verospi
- Vincenzo Maculani OP
- Francesco Peretti di Montalto
- Giulio Gabrielli
- Jules Raymond Mazarin
- Virginio Orsini
- Rinaldo d'Este

## Créés le 13 juillet 1643
- Giovanni Giacomo Panciroli
- Fausto Poli
- Lelio Falconieri
- Gaspare Mattei
- Cesare Facchinetti
- Girolamo Grimaldi-Cavalleroni
- Carlo Rossetti
- Giambattista Altieri
- Mario Theodoli
- Francesco Angelo Rapaccioli
- Francesco Adriano Ceva
- Vincenzo Costaguti
- Giovanni Stefano Donghi
- Paolo Emilio Rondinini
- Angelo Giori
- Juan de Lugo y de Quiroga SJ
- Achille d'Étampes de Valençay

### Source
- Charles Berton et Jacques-Paul Migne, Dictionnaire des cardinaux : contenant des notions générales sur le cardinalat, Paris, Jacques-Paul Migne, 1857, 1824 p. (lire en ligne) La Liste des Cardinaux créés par Urbain VIII est page 1773.